# 荒川宗一
荒川 宗一（あらかわ そういち、1925年9月1日 - 2010年8月24日）は、静岡県出身の元プロ野球選手（外野手）。

## 来歴・人物
掛川中ではエースだったが、全国大会が戦争の影響により中止されたため、甲子園出場はならなかった。
静岡第一師範学校、陸軍予備士官学校を経て、1946年に早稲田大学へ進学した。当初は投手で4番を打ったが、末吉俊信が台頭すると野手に転向し、東京六大学野球リーグでは3回の優勝に貢献した。早稲田大学野球部の黄金時代に主力選手として活動した。リーグ通算86試合出場、320打数94安打、打率.294、1本塁打、55打点だった。大学同期に蔭山和夫らがいる。
プロ野球からも注目されたが卒業後は大昭和製紙に入社した。都市対抗野球大会に5回出場し、1953年の大会では大学からのチームメイトである石井藤吉郎とともに打の主軸として出場し、決勝で全鐘紡を降し初優勝を飾る。1955年にはミルウォーキーで開催された第1回世界アマチュア野球大会日本代表に選出された。
1956年に大昭和製紙から北川桂太郎とともに日本プロ野球の高橋ユニオンズに入団した。荒川は既に30歳になっていたが、契約金は400万円、年俸120万円だった。開幕から左翼手・四番打者に定着し、149試合に出場して規定打席にも到達した（打率.225、リーグ33位）。しかし、翌1957年2月に高橋ユニオンズは大映スターズと合併し、大映ユニオンズとなる。1957年は出場機会がなく、同年限りで引退した。
現役引退後は、東洋レーヨン監督、帝京大学監督及び総監督を務めたほか、早大野球部OB会長に就任するなど、学生野球の発展及び興隆に長く貢献した。
2010年8月24日、胃癌のため死去した。84歳没。

## 詳細情報

### 年度別打撃成績
| 年 度     | 球 団     | 試 合 | 打 席 | 打 数 | 得 点 | 安 打 | 二 塁 打 | 三 塁 打 | 本 塁 打 | 塁 打 | 打 点 | 盗 塁 | 盗 塁 死 | 犠 打 | 犠 飛 | 四 球 | 敬 遠 | 死 球 | 三 振 | 併 殺 打 | 打 率 | 出 塁 率 | 長 打 率 | O P S |
| --------- | --------- | ----- | ----- | ----- | ----- | ----- | -------- | -------- | -------- | ----- | ----- | ----- | -------- | ----- | ----- | ----- | ----- | ----- | ----- | -------- | ----- | -------- | -------- | ----- |
| 1956      | 高橋      | 149   | 577   | 537   | 44    | 121   | 20       | 4        | 4        | 161   | 37    | 12    | 9        | 7     | 1     | 31    | 0     | 1     | 39    | 8        | .225  | .269     | .300     | .569  |
| 通算：1年 | 通算：1年 | 149   | 577   | 537   | 44    | 121   | 20       | 4        | 4        | 161   | 37    | 12    | 9        | 7     | 1     | 31    | 0     | 1     | 39    | 8        | .225  | .269     | .300     | .569  |

### 背番号
- 5（1956年）
- 35（1957年）